# Tranvía de Bogotá
El Tranvía de Bogotá fue un medio de transporte masivo de pasajeros en la capital de Colombia. Se inauguró el 24 de diciembre de 1884 en los Estados Unidos de Colombia, con el tranvía de tracción de mulas que rodaba sobre rieles de madera revestidos con zunchos. Ocho años después se instalaron rieles de acero importados de Inglaterra. La administración del tranvía estaba en susinicios a cargo de la compañía estadounidense Bogotá City Railway Company. Existió hasta 1951 cuando el alcalde Fernando Mazuera decidió eliminar el tranvía para remplazarla por buses.

## Historia
La primera línea del tranvía recorría la carrera Séptima desde la Plaza de Bolívar, pasaba por el parque Centenario, hasta la plazoleta de San Diego, y de ahí continuaba hacia el norte por la carrera 13 (llamada entonces Camino Nuevo), hasta Chapinero. La tarifa era de cinco centavos. En 1892 se inauguró una línea que unía la Plaza de Bolívar y la Estación de la Sabana.

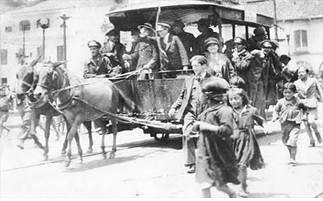
Tranvía de mula Bogotá.

En 1892 se importaron rieles de acero de Inglaterra, reemplazando los originales de madera que generaban altos costos de mantenimiento. La primera línea electrificada en teoría fue hecha en 1893 en la Ciudad de Panamá, que aún hacía parte de Colombia. Innovación técnica que fue replicada en 1910 con la electrificación de las vías en la capital. 
Como resultado del conflicto generado tras la Separación de Panamá de Colombia, en un pequeño incidente se genera un boicot  ciudadano a la Railway Company, alentado por un sentimiento antiestadounidense, clausurando la compañía y la administración del tranvía pasa al municipio. Se creó entonces la Empresa del Tranvía Municipal de Bogotá.

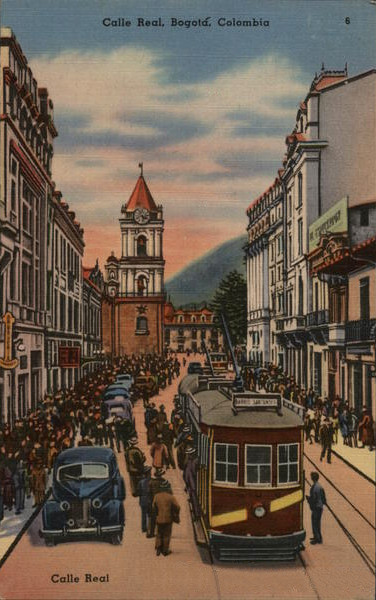
Tranvía circulando por la Calle Real. Al fondo se aprecia la torre de la iglesia de San Francisco.

El municipio recibió un sistema compuesto por cuatro líneas, una planta eléctrica, 180 mulas, nueve bueyes, seis carros eléctricos, 33 carros de pasajeros de carga, 12 km de red y 2 km electrificados.
Después de la electrificación, se fue extendiendo la prestación del servicio hacia los barrios del sur. En 1922, bajo la gerencia de Nemesio Camacho el sistema contaba con veintinueve carros eléctricos, cinco de mulas y dos de carga.
En 1947 se realizó la última extensión del sistema, llevándolo hasta el barrio Santander, de la actual localidad de Antonio Nariño. Para el pago del pasaje, se mandaron a imprimir a la litografía granada de Bogotá, unos cupones de cinco centavos, los cuales eran válidos para un solo viaje. Eran de tamaño pequeño y de diseño sencillo, con en el escudo de Bogotá a la izquierda y el valor a la derecha. Cada año cambiaban de color. 

### Durante El Bogotazo

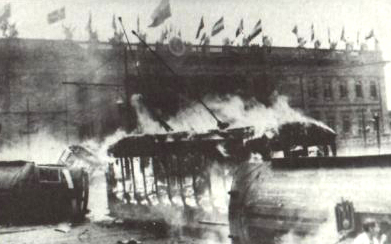
Algunos tranvías fueron incinerados durante el Bogotazo por orden de los dueños de las cooperativas de buses. El sistema siguió funcionando hasta los años 1950, cuando el alcalde Fernando Mazuera lo desmontó.

Durante el Bogotazo varios tranvías fueron quemados por personas al servicio de las empresas transportadoras, que aprovecharon la confusión y para rociar de gasolina y quemar algunos tranvías. 
Según el testimonio del entonces gerente de la Empresa del Tranvía Municipal de Bogotá: "Quemaron 34 tranvías; los señores de las cooperativas de buses fueron los que quemaron los tranvías. Eran ellos los competidores. Los muchachos que trabajaban de ayudantes en los buses regaban gasolina. Esto se comprobó, pero no se castigó... Y no se castigó porque los de las Cooperativas se habían infiltrado en el Concejo. Tenían sus concejales que les ayudaban”.
La incineración de algunos coches durante el Bogotazo fue uno de los argumentos para acabar con la empresa que prestaba ese servicio. El servicio de tranvía funcionó en Bogotá hasta 1951, cuando el alcalde Fernando Mazuera acabó con el sistema en su conjunto "un poco dictatorialmente", según afirma en sus memorias. Su decisión impulsó el servicio de buses públicos y privados para transportar a los bogotanos.

### Nuevos proyectos
Desde el 2000 se han realizado varias propuestas que no han prosperado para un nuevo tren ligero conectado con el proyecto del metro de la ciudad. Entre ellas, enlazar estaciones de Transmilenio y mejorar las comunicaciones del sur de la ciudad.